# Bursaspor Kulübü Derneği
O Bursaspor Kulübü Derneği, mais conhecido como Bursaspor (pronúncia turca: Buɾsaspoɾ kulyby dæɾneji), é um clube de futebol turco da cidade de Bursa. Foi fundado em 12 de junho de 1963 e disputa atualmente a Terceira Divisão Turca.   
As cores do clube são o verde e o branco, com os uniformes geralmente apresentando as duas cores em um padrão listrado.  
Por muitos anos mandou seus jogos oficiais no demolido Estádio Atatürk de Bursa, que tinha capacidade para receber até 25,661 espectadores. Entretanto, a partir da temporada 2015–16, passou a mandar seus jogos no recém-construído Estádio Municipal Metropolitano de Bursa, com capacidade para receber até 43,331 espectadores.

## História
Na temporada 2009–10, o clube conquistou seu 1º título da Süper Lig, alcançado com 75 pontos, um ponto à frente do vice-campeão Fenerbahçe. O clube tornou-se o segundo fora de Istambul a conquistar a Süper Lig, juntando-se ao Trabzonspor, que conquistou seus 6 títulos entre meados dos anos 1970 e início dos anos 1980, à lista de campeões da divisão máxima do futebol da Turquia. 
O clube também venceu de forma invicta a Copa da Turquia na temporada 1985–86, além de ser bicampeão da Segunda Divisão Turca nas temporadas 1966–67 e 2005–06. 
Já obteve ótimo desempenho em competições europeias, feito alcançado na Taça dos Clubes Campeões Europeus de 1974–75, quando chegou às quartas-de-final. Também participou da Taça dos Clubes Campeões Europeus de 1986–87, porém acabou perdendo na 1ª rodada dos playoffs e sendo eliminado da competição.

## Títulos

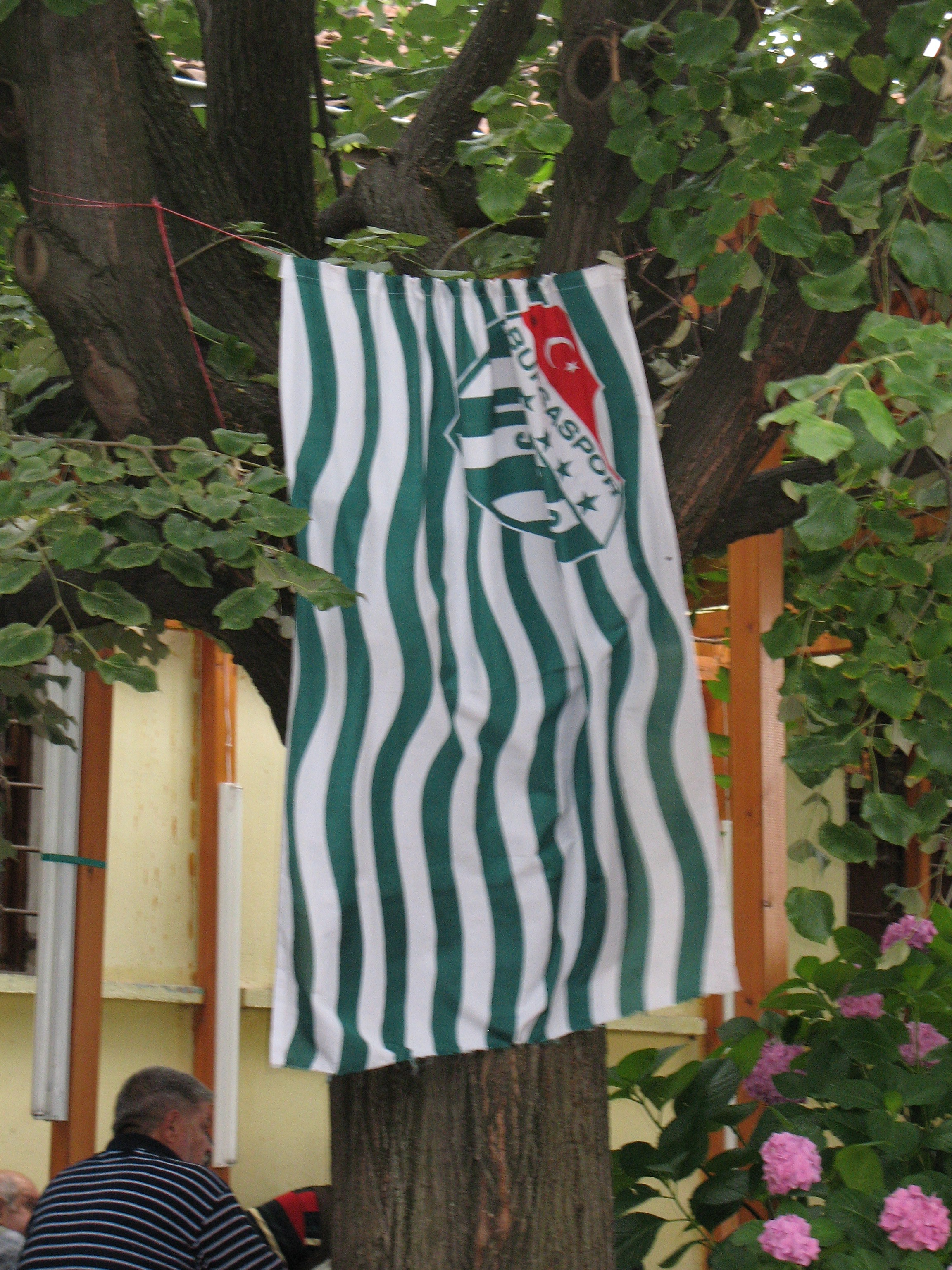
Uma bandeira do clube.

| NACIONAIS | NACIONAIS             | NACIONAIS | NACIONAIS         |
|           | Competição            | Títulos   | Temporadas        |
| --------- | --------------------- | --------- | ----------------- |
|           | Campeonato Turco      | 1         | 2009–10           |
|           | Copa da Turquia       | 1         | 1985–86           |
|           | Segunda Divisão Turca | 2         | 1966–67 e 2005–06 |

 Campeão Invicto

### Copa do Primeiro Ministro
- Vencedor (2): 1971, 1992 [carece de fontes?]

### Campanhas de Destaque
- Taça dos Clubes Campeões Europeus (Quartas–de–Final): 1974–75

- Vice–Campeão da Copa da Turquia (5): 1970–71, 1973–74, 1991–92, 2011–12 e 2014–15
- Vice–Campeão da Supercopa da Turquia (3): 1986, 2010 e 2015

## Elenco
Atualizado em 03 de abril de 2020.

## Uniformes

### Uniformes dos jogadores
| Primeiro Uniforme | Segundo Uniforme | Terceiro Uniforme | Quarto Uniforme |

### Equipamentos dos guarda-redes
- Azul com detalhes pretos.
- Preto com detalhes brancos.
- Amarelo com detalhes pretos.

| Cores do Time · Cores do Time · Cores do Time · Cores do Time · Cores do Time | Cores do Time · Cores do Time · Cores do Time · Cores do Time · Cores do Time | Cores do Time · Cores do Time · Cores do Time · Cores do Time · Cores do Time |  |

### Uniformes anteriores
- 2016-17

| Primeiro | Segundo | Terceiro | Quarto |

- 2014-15

| Primeiro | Segundo |

- 2013-14

| Primeiro | Segundo | Terceiro | Quarto |  |

- 2012-13

| Primeiro | Segundo | Terceiro | Quarto |  |

- 2011-12

| Primeiro | Segundo | Terceiro | Quarto |  |

- 2010-11

| Primeiro | Segundo | Terceiro | Primeiro Liga | Segundo Liga | Terceiro Liga |  |

- 2009-10

| Primeiro | Segundo | Terceiro | Quarto | Quinto |

- 2008-09

| Primeiro | Segundo | Terceiro | Quarto |

- 2007-08

| Primeiro | Segundo |